# Brachymeria acarinatus
Brachymeria acarinatus är en stekelart som först beskrevs av Schmitz 1946.  Brachymeria acarinatus ingår i släktet Brachymeria och familjen bredlårsteklar. Inga underarter finns listade.